# Добровольский, Василий Степанович
Василий Степанович Доброво́льский (1787—1856) — русский художник, один из организаторов и первых преподавателей Московского училища живописи, ваяния и зодчества, академик Императорской Академии художеств.

## Биография
Василий Степанович Добровольский родился в 1787 году. В 1798 году вместе с братом А. С. Добровольским поступил в Императорскую Академию художеств по распоряжению императора Павла I. С 1798 по 1809 годы Добровольский обучался живописи под руководством профессора Григория Ивановича Угрюмова.
В 1803 году Василий Степанович был награждён малой серебряной медалью Академии за рисунок с натуры. Окончив академический курс с аттестатом 1-й степени со шпагой (1809), Добровольский уехал в Москву, где, по распоряжению князя Николая Борисовича Юсупова, поступил на службу в московскую Оружейную палату. Он составлял чертежи размещения оружия и других редкостей, делал рисунки на случаи больших торжеств, например на коронацию императора Александра I. В 1812 году он заведовал драгоценностями Оружейной Палаты, эвакуируемыми из Москвы в Нижний Новгород.
Василий Степанович писал портреты, образа, акварели, однако все его произведения не имеют художественной ценности. Значение его в истории русского искусства обусловливается исключительно его деятельностью как одного из главных участников в учреждении и устройстве в 1832 году Московского художественного класса, впоследствии — Московского училища живописи, ваяния и зодчества. В училище он был одним из первых преподавателей и в течение продолжительного времени (с 1842 по 1851 годы) занимал должность директора училища по хозяйственной части. В 1836 году Добровольский был удостоен звания академика Императорской Академии художеств.
Так характеризует Василия Степановича Олег Михайлович Добровольский:
Надолго запомнился Саврасову и добрейший Василий Степанович Добровольский, преподававший портретную живопись и являвшийся одновременно директором по хозяйственной части, полная противоположность гордому и величественному Скотти, любившему производить эффект на окружающих. Василий Степанович - тихий, скромный старичок, с седой, коротко постриженном головой, с полными, четко очерченными губами, в темном сюртуке, проявлял отеческую заботу об учениках, не раз хлопотал о денежных пособиях для самых бедных и даровитых. С детских лет он вместе с братом своим Алексеем Степановичем, еще во времена Павла I, воспитывался в Петербургской академии художеств, учился у известного художника Г. И. Угрюмова. Добровольский не писал парадных портретов, стремился создавать образы людей в обыденной бытовой обстановке, в естественной и непринужденной позе, соблюдая скрупулезную точность в обрисовке деталей, что вообще отличало московскую школу живописи, в противоположность более официальной - петербургской.
Скончался Василий Степанович Добровольский в 1856 году в Москве.